# Fabien Libiszewski
Fabien Libiszewski, né le 5 janvier 1984 à Saint-Étienne, est un joueur d'échecs français, grand maître international (GMI) depuis 2009.
Au 1er décembre 2024, il est le 25e joueur français avec un classement Elo de 2 489 points.

## Biographie
Son père lui apprend les échecs dès son enfance et il débute en compétition à partir de 1992. C'est en 2003 qu’il décide de devenir professionnel, et enchaîne alors quelques belles victoires en tournois et championnat, ainsi que ses premières normes internationales. Il acquiert la maîtrise internationale en 2003, puis devient GMI en 2009. Il atteint son meilleur classement en mai 2014 avec 2543.
Il a joué au club de Mulhouse Philidor, au Montpellier-Échecs de 2003 à 2009 avant de rejoindre le club de La Tour hyéroise. Il s'entraîne par ailleurs régulièrement avec certains de ses amis tels que Sébastien Mazé, Hicham Hamdouchi ou Matthieu Cornette.
En 2012, avec Matthieu Cornette, il écrit un livre Dégainez la Kalachnikov sur cette ouverture qui fait partie de la famille des défenses siciliennes.
En 2015, il joue dans le film Le Tournoi, d'Élodie Namer, où il tient le rôle d'Aurélien et y côtoie notamment les acteurs Michelangelo Passaniti et Lou de Laâge.
Il collabore depuis 2016 avec Kevin Bordi sur YouTube à la chaine d'échecs Blitzstream en français. Il y raconte parfois la vie d'un grand maître international tel un sportif professionnel dans un sport individuel. Sur la chaîne, il ne cache pas son admiration depuis qu'il est jeune et qu'il a commencé les échecs pour Garry Kasparov. Il y donne également ses choix d'ouvertures, indiquant être un adepte très régulier de la défense française.

## Palmarès
- Vice-champion de France à trois reprises en catégories jeunes.
- 2006 : 
  - qualification pour le National[1].
  - vainqueur de l'open international de Cannes[1].
- 2007 : 
  - vainqueur de l'open international de Montcada[1].
  - vainqueur de l'open international de Marseille[1],[5].
  - vainqueur de l'open de Bourgoin-Jallieu[6].
- 2008 : 
  - vainqueur du tournoi rapide d'Ollioules[7]
  - vainqueur du Master de Noël à Hyères[8].
- 2009 : 
  - vainqueur de l'open international de Cannes[9].
  - vainqueur du festival international de Chefchaouen (Maroc)[10].
- 2010 : vainqueur de l'open international de Condom.
- 2011 : vainqueur du tournoi I Goi Mailako Zentroa Xake Txapelketa Itxia, à Donostia[11].
- 2016 : 8e aux olympiades à Bakou en tant que sélectionneur de l'équipe de France seniors.

## Filmographie
- 2015 : Le Tournoi, d'Élodie Namer : Aurélien
- 2022 : Murder Party, de Nicolas Pleskof : un figurant